# Pitch Perfect 3
Pitch Perfect 3 (España: Dando La Nota 3; Hispanoamérica: Notas Perfectas 3 & Tono Perfecto 3) es una comedia musical estadounidense de 2017. Es la tercera y última entrega de la trilogía iniciada con Pitch Perfect (2012).
Comenzó a filmarse el 5 de enero de 2017 con Anna Kendrick, Hailee Steinfeld, Brittany Snow y Rebel Wilson nuevamente como protagonistas. Elizabeth Banks no fue directora por problemas de agenda y Kay Cannon estuvo a cargo del guion.

## Reparto

### Las Bellas
- Anna Kendrick como Becca Mitchell
- Rebel Wilson como Amy la gorda/Patricia Hobart
- Hailee Steinfeld como Emily Junk
- Brittany Snow como Chloe Beale
- Anna Camp como Aubrey Posen
- Hana Mae Lee como Lily Onakurama
- Ester Dean como Cynthia Rose
- Chrissie Fit como Florencia "Flo" Fuentes
- Alexis Knapp como Stacie Conrad
- Shelley Regner como Ashley Jones
- Kelley Jakle como Jessica Smith

### Otros personajes
- John Michael Higgins como John Smith
- Elizabeth Banks como Gail Abernathy-McKadden
- John Lithgow como Fergus Hobart
- DJ Khaled como el mismo
- Ruby Rose como Calamity
- Matt Lanter como Chicago
- Guy Burnet como Theo
- Andy Allo como Serenity
- Hannah Fairlight como Veracity
- Vebzella Joy Williams como Charity
- Troy Ian Hall como Zeke
- Moises Arias como Pimp-Lo
- Jessica Chaffin como Evan

## Estreno
Pitch Perfect 3 fue programada para el 4 de agosto de 2017 y luego para el 21 de julio de ese año. Sin embargo, se estrenó el 22 de diciembre de 2017 en Estados Unidos. En España se estrenó el 29 de diciembre.
- Dando la nota: Bumper en Berlín (Serie de TV) (2022) Distribuidora: Peacock, SkyShowTime